# La Canourgue
La Canourgue è un comune francese di 2 215 abitanti situato nel dipartimento della Lozère nella regione dell'Occitania.

## Società

### Evoluzione demografica
Abitanti censiti